# Estació de Sant Martí Sesgueioles
Sant Martí Sesgueioles és una estació de ferrocarril de la xarxa ferroviària de Catalunya, propietat d'adif situada a l'oest de la població de Sant Martí Sesgueioles a la comarca de l'Anoia. Es troba a la línia Barcelona-Manresa-Lleida i hi tenen parada trens de la línia R12 dels serveis regionals de Rodalies de Catalunya, operat per Renfe Operadora. L'any 2016 va registrar l'entrada de 2.000 passatgers.
Aquesta estació de la línia de Manresa o Saragossa va entrar en funcionament l'any 1917 molt després de l'entrada en servei el tram construït per la Companyia del Ferrocarril de Saragossa a Barcelona entre Manresa (1859) i Lleida.
El 2017 l'edifici era en estat ruïnós. En un procés participatiu, la població va triar la rehabilitació de l'edifici i no el seu enderroc. El febrer 2018 adif va acabar la seva part de l'obre, l'ajuntament ferà l'ajardinament. Adif va atorgar un concessió a l'ajuntament d'utilitzar l'espai, sempre que es destini a ús social sense ànim de lucre.

## Serveis ferroviaris
| Rodalia de Lleida      |                        |       |       |                           |
| Procedència/Destinació | <                      | Línia | >     | Procedència/Destinació    |
| Lleida Pirineus        | Sant Guim de Freixenet |       | Calaf | Terrassa Estació del Nord |